# Exophiala angulospora
Exophiala angulospora är en svampart som beskrevs av Iwatsu, Udagawa & T. Takase 1991. Exophiala angulospora ingår i släktet Exophiala och familjen Herpotrichiellaceae.   Inga underarter finns listade i Catalogue of Life.